# رضا سيد عبد الحكيم
رضا سيد عبد الحكيم لاعب كرة قدم مصري في مركز حراسة المرمى ، ويلعب حاليًا لنادي أسوان.